# Taktgenerator (Computer)

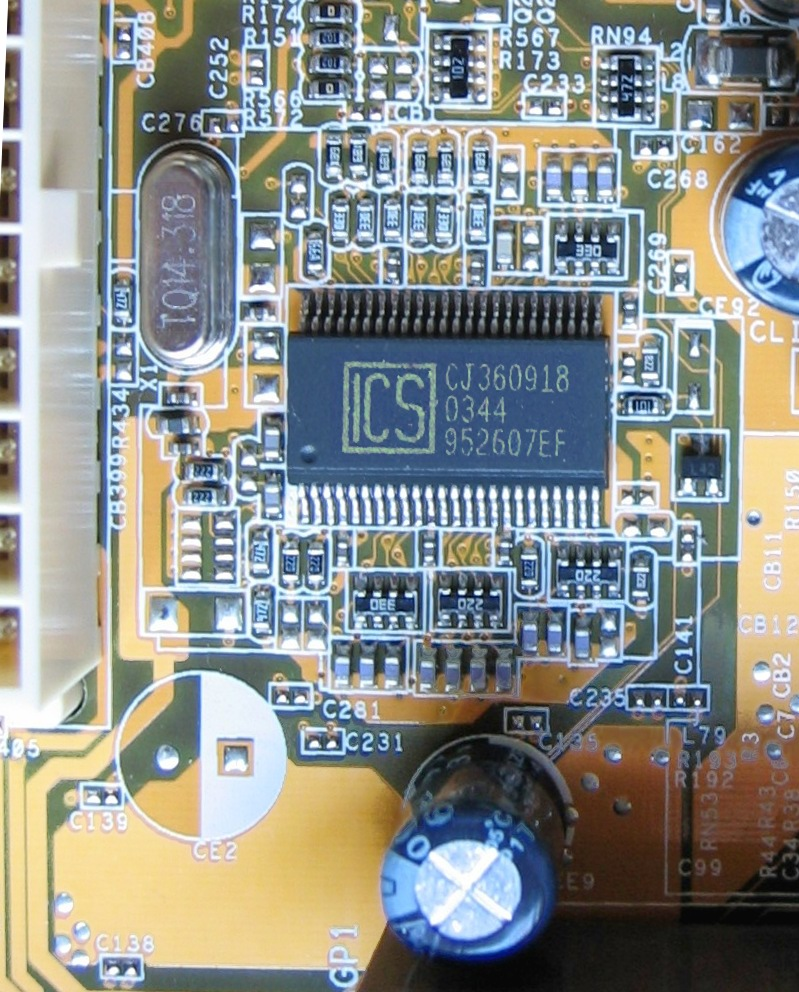
Vollbeschalteter Taktgenerator

Der Taktgenerator (englisch clock generator) in Computern gibt die Arbeitsfrequenz von Prozessoren und taktabhängiger Peripherie vor, soweit sich diese auf der Hauptplatine befindet und nicht von externen Ereignissen oder Synchronisation abhängig ist. Hierzu gehören RAM und Bussysteme wie u. a. PCIe, PCI, USB und früher ISA sowie den gebräuchlichsten On-Board-Grafikkarten, UARTs und On-Board-Audio-Codecs.
Die Echtzeituhr wird mit einem separaten 32,768-kHz-Quarz beschaltet. Sie ist nicht mit dem Taktgenerator verbunden, der im Standby-Modus abgeschaltet wird.
Der Intel 8088 wurde mit dem maßgeschneiderten Intel 8284 getaktet, der Intel 80286 mit dem passenden Intel 82284. Bereits diese Chips wurden zum Nachbau an andere Halbleiterhersteller lizenziert.

## Funktion

Allgemeine Pierce-Schaltung

Bei Homecomputern wurde ursprünglich ein einfacher Oszillator in Pierce-Schaltung bestehend aus einem Schwingquarz und zwei Nicht-Gatter (Inverter) oder NAND-Gatter mit zusammengeschalteten Eingängen eines TTL-ICs verwendet. Das erste Gatter arbeitete als Schwingungsverstärker im Oszillator, das zweite als Signalverstärker und Leitungstreiber. Die Grundschaltung ist heute dieselbe. Jedoch werden heute über einen speziellen Schaltkreis verschiedene Takte für Prozessor, Speicher und Peripherie per PLL-Synthesizer aus einem einzigen 14,318-MHz-Oszillator erzeugt. Sind Takte voneinander abhängig, werden sie entsprechend phasenrichtig erzeugt. So können weitere Schwingquarze eingespart werden.

### Programmierbarkeit
Werden verschieden schnelle Prozessoren für die Hauptplatine spezifiziert, bedarf es der Programmierbarkeit des Taktgenerators. Während bei 386, 486, und Pentium der Bustakt über Jumper oder DIP-Schalter in den Taktgenerator programmiert wurden, kamen später BIOSe mit einer im BIOS-Setup einstellbaren Konfiguration des Taktgenerators.
Bei einigen Mainboards für Overclocker kann der Takt wie bei einem Empfänger bis auf eine Schrittweite von 1 MHz durch den Bereich gestimmt werden. Hierfür bedarf es eines vorbereiteten Taktgenerators, sowie entsprechender Schnittstellen wie General-Purpose-Pins (programmierbare I/O zur freien, anwendungsspezifischen Bestimmung) oder einer synchronen, seriellen Schnittstelle im Chipsatz.
Ab Pentium 2 werden dedizierte Pins des Prozessors je nach Typ geschaltet oder offen gelassen und vom Prozessorsteckplatz auf den Taktgenerator geleitet. Damit programmiert der Prozessor durch seine Präsenz den Taktgenerator auf seine Anforderungen. Ebenso programmieren sich Prozessoren ab dieser Generation den Abwärtswandler auf der Hauptplatine auf ihre spezifische Versorgungsspannung, indem sie in die Referenzspannung des Wandlers eingreifen.

### Start
Nach dem Aufbau der Betriebsspannung schwingt die Pierce-Schaltung ein. Nach einigen Zyklen liefert sie ein frequenzstabiles Signal. Mit dem PG-Signal des PC-Netzteils (Power good), welches besagt, dass die Ausgangsspannungen des Netzteils nach dem Einschalten stabil sind, gilt der Oszillator als eingeschwungen. Alternativ wird bei Kleincomputern das PG-Signal durch ein an die Versorgungsspannung angeschlossenes RC-Glied ersetzt.

### Ruhe
Für Ruhezustände des Computers können einzelne Takte abgeschaltet werden.
Verweilt der Computer im Stromsparmodus, wurde das RAM nicht auf die Festplatte kopiert. Da es DRAM ist, muss es ständig aufgefrischt (refresh) werden, um seine Daten zu erhalten. Daher wird der RAM-Takt separat aktiviert und deaktiviert.
Prozessoren verhalten sich statisch; sie können durch Abschalten des Takts angehalten werden, ohne die Inhalte ihrer Register zu verlieren.

### Taktumschaltung
Von 286 bis Pentium 1 waren teilweise Turboschalter am Gehäuse angebracht. Diese schalteten ein 2,5-stelliges 7-Segment-Display zwischen zwei voreingestellten Werten um und das Turbosignal auf der Hauptplatine zwischen Masse und offen. Das Turbosignal schaltete eine weitere Zählerstufe des Synthesizers zu oder weg. Durch Zuschalten der Zählerstufe wurde der Takt halbiert.
Heute wird der Takt nach Bedarf gemindert. Bei geringerer Auslastung des Systems wird der Takt reduziert.
Neuere Prozessoren von Intel besitzen einen patentierten Überhitzungsschutz. Sie schalten bei Überhitzung den Takt ab, bzw. ignorieren einzelne Zyklen, sofern die Temperaturgrenze erreicht wird.
Für die Stabilität des Systems ist die Mindestlänge des Taktzyklus entscheidend. Er darf niemals verkürzt ausfallen, da sonst die Gatter nicht vollständig geschaltet haben und es zu schweren Fehlfunktionen kommt. Technisch ist daher ratsam, den Prozessor während der Einschwingphase am aktiven RESET-Signal zu stoppen. Dies ist ein internes Signal und hat mit dem Reset-Taster nur indirekt zu tun.

## Elektromagnetische Verträglichkeit

### Impedanzanpassung und Tiefpassfilter

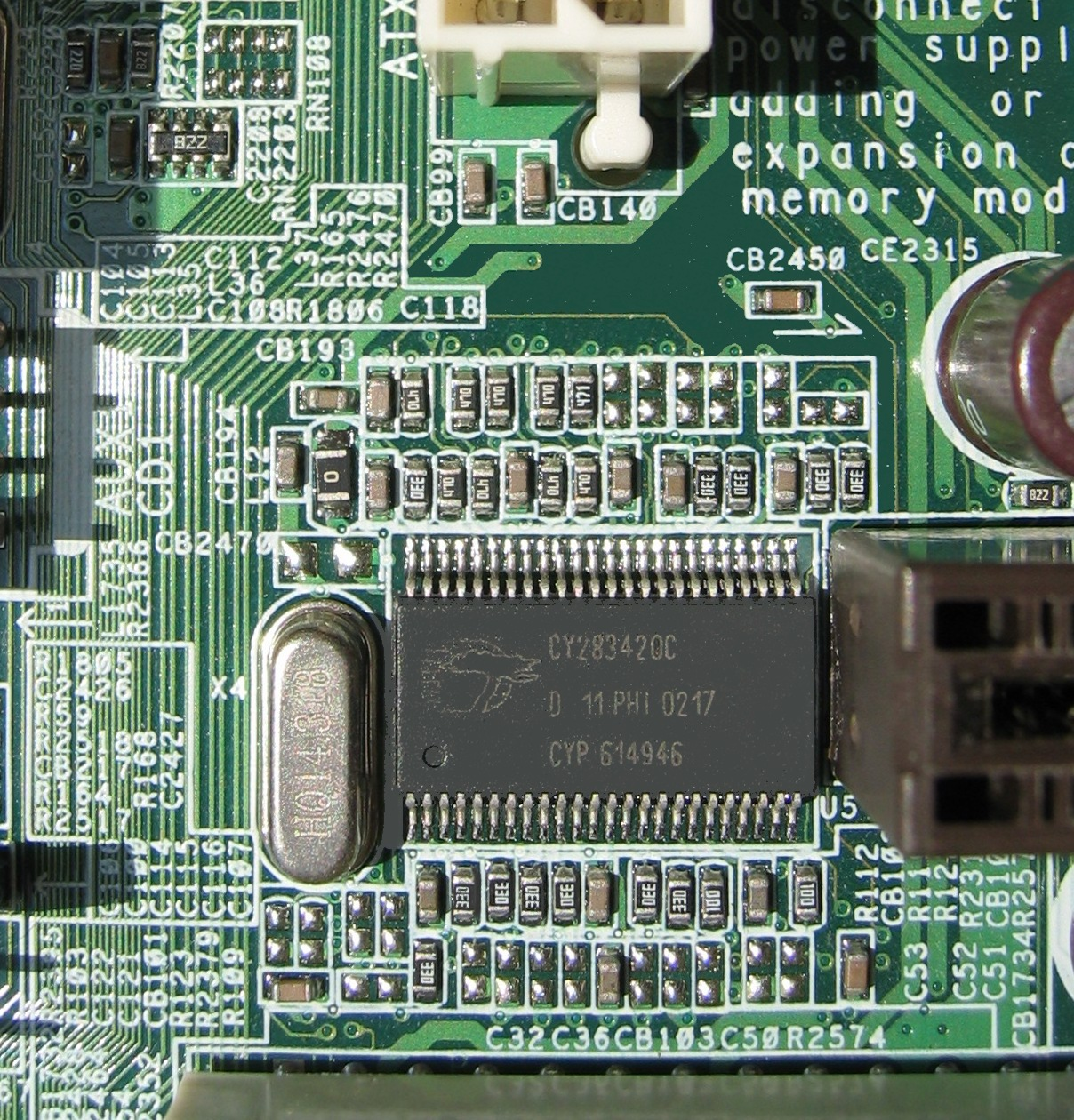
Taktgenerator ohne Kondensatoren in den Signalleitungen

Obwohl die Verarbeitungsgeschwindigkeit der Computer ständig steigt, bleiben die EMV-Emissionen weitgehend gleich. Die messbaren Emissionen entstehen überwiegend durch leitungsgebundene Abstrahlung von Leiterbahnen auf der Hauptplatine und deren Koppelung auf andere Leiter. Um diese Abstrahlung zu vermeiden, werden die Enden der Signalleitungen mit einer Last abgeschlossen. Um den Ausgang des Taktgenerators an die jeweilige Anwendung anzupassen, wird das Signal durch einen in Reihe geschalteten Widerstand geleitet. Dieser bewirkt jedoch auch eine Laufzeitverzögerung des Signals. Diese kann gewünscht sein. Um höherfrequente Störungen (Harmonische) zu vermeiden, wird am Ausgang ein RC-Glied auf Laufzeit und Impedanz angepasst. Durch die zusätzlichen Bauteile entstehen Kosten, die oft durch Weglassen der Kondensatoren eingespart werden. Der PC-Hersteller hat es damit schwieriger, die EMV-Grenzwerte nach EN55022 einzuhalten. Taktgeneratoren wurden wegen der Kosten meist auf älteren Halbleiterproduktionsanlagen gefertigt was erhöhte Querströme beim Umschalten der Gatter mit sich brachte.

### Frequenzspreizung
Eine weitere Methode Störungen zu begrenzen besteht darin, die Energie der Störstrahlung spektral zu verteilen. Bei der Frequenzspreizung (englisch spectrum spread) wird mit Frequenzmodulation gearbeitet. Diese wird in der Programmierung der Frequenzteiler des Synthesizers vorgenommen. Einige Taktgeneratoren erlauben eine Frequenzspreizung um 0,25 MHz oder 0,5 MHz sowie ausschließliche Abwärtsmodulation. Dies wird im BIOS-Setup eingestellt. Die Abwärtsmodulation hat zur Folge, dass der Computer unwesentlich untertaktet wird, jedoch zu keiner Zeit über der spezifizierten Frequenz betrieben wird, und die spezifizierten Gatterlaufzeiten der zu taktenden Schaltung nicht zu unterschreiten. Bei einigen Taktgeneratoren sind in der Praxis die Fehler der Frequenzteiler im Synthesizer größer als die Aufwärtsspreizung. Sie resultieren aus der kostengünstigen Annäherung an die zu erzeugende Frequenz und sind damit das kleinste gemeinsame Vielfache der Teiler und Zähler im Synthesizer. Die Abweichung beträgt rund 1 zu 66.

### Platinenlayout

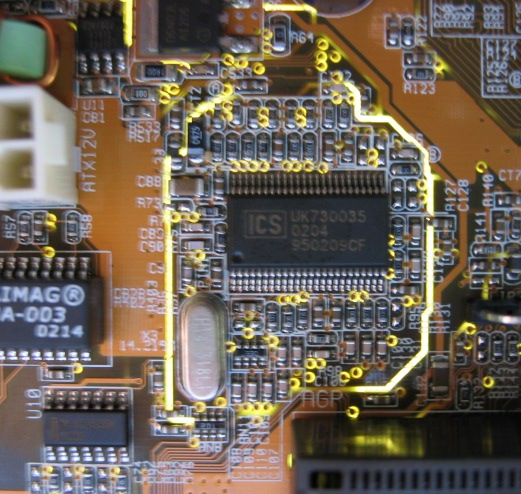
Taktgenerator auf Leiterplatteninsel (Aufnahme mit durchleuchteter Hauptplatine)

Um die Emissionen des Taktgenerators gering zuhalten, wird die Betriebsspannung über einen LC-Tiefpassfilter entkoppelt. Zudem wird das Massepotiential von der restlichen Hauptplatine bis auf eine Stelle abgetrennt, um die Emissionen nicht auf die Betriebsspannungen über den Leitungswiderstand einzuspeisen. Alternativ liegt der Taktgenerator auf einer Insel isoliert über einem Masse-Layer der Hauptplatine. Er ist damit teilgeschirmt und von der restlichen Schaltung entkoppelt.
Taktgeneratoren verfügen über mehrere Pins für Masse und Betriebsspannung. Hierüber kann eine separate Filterung der Betriebsspannung vorgenommen werden.

## Referenzen
- Datenblätter von Nuvoton / Winbond
- Datenblätter von IDT
- Datenblätter von Realtek